# Lagoa do Rincão
Lagoa do Rincão é uma lagoa brasileira localizada no município de Osório, no estado do Rio Grande do Sul.